# Дидьо Пеев (Пощата)
Дидьо Пеев Галевски (Пощата) е български националреволюционер.

## Биография
Дидьо Пеев е роден през 1844 г. в с. Голям извор, Тетевенско. Член е на Голямоизворския частен революционен комитет на ВРО. Близък съратник на Васил Левски. Разнася тайната поща между частните революционни комитети. Изпълнява лични поръчения на Апостола. Поради физическа прилика с Васил Левски, последния често използва неговото тескере.
След Арабаконашкия обир е арестуван. Осъден на 4 години заточение в Диарбекир, където умира през 1874 г.